# Béatrice de Nazareth
Pour les articles homonymes, voir Béatrice (homonymie).
Béatrice de Nazareth (en néerlandais : Beatrijs van Nazareth), née à Tirlemont en 1200 et décédée le 29 août 1268 à l'abbaye Notre-Dame-de-Nazareth, près de Lierre, est une moniale cistercienne, mystique et auteur spirituel des Pays-Bas méridionaux, qui écrivait en moyen néerlandais.

## Biographie
Dès son jeune âge elle est attirée vers la vie religieuse, la plus jeune des six enfants de Barthélemy, d'un père pieux issu de la basse classe moyenne bourgeoise de Tirlemont, a toute l'opportunité de développer ses talents. Sa mère, Gertrude, lui enseigna les rudiments de la lecture et de l'écriture. Ayant perdu sa mère à l'âge de sept ans, Béatrice est envoyée à Léau par son père pour y recevoir une formation. Durant l'année 1207, elle séjourne dans cette ville, elle est pensionnaire dans une maison de béguines,. En 1208, elle est rappelée chez elle, la décision ayant été prise de l'envoyer auprès des moniales de l'abbaye de Florival (ordre cistercien) dans l'espoir qu'elle y devienne religieuse. Le père de Béatrice est l'administrateur (« dispensator generalis ») des biens temporels (« temporalia bona ») du monastère. Elle reçoit une formation soignée, qui comprend autant les arts libéraux et le latin que les pratiques d'ascèse monastique habituelles, telle l'autoflagellation, et prend l'habit de novice des cisterciennes de l'abbaye de Florival à Archennes en 1215. Son noviciat achevé, elle prononce ses vœux et devint moniale le 16 avril 1216.
À l'âge de seize ans, Béatrice est envoyée à l'abbaye de la Ramée par son abbesse, sans doute afin d'y apprendre le travail de copiste. Revenue à Archennes, Béatrice est affectée au scriptorium du monastère comme copiste pendant les six années suivantes. Son père, ainsi que deux de ses sœurs, Christina et Sybilla, et l'un de ses frères, Wickbert, vinrent vivre à Archennes. Barthélemy devint « frère lai » et continua à servir le monastère comme dispensator.
En 1223, l'abbaye de Florival trouve les moyens de fonder un prieuré à Maagdendaal (Oplinter), près de Tirlemont. En compagnie de ses deux sœurs et de quelques autres moniales, Béatrice inaugura la vie communautaire de ce deuxième monastère, fondé par son père, selon la Vita Beatricis (Vie de Béatrice). Là aussi, elle est la copiste du monastère. Son père, qui doit avoir dans les cinquante ans et exerce apparemment toujours la fonction de dispensator à l'abbaye de Maagdendaal. Béatrice reçoit la « consécration de vierge » avec un groupe d'autres virgines par l'évêque de Liège en 1225. Dix ans plus tard les autorités de Maagdendaal autorise la fondation d'une nouvelle communauté religieuse près de Lierre, qui devient l'abbaye Notre-Dame-de-Nazareth. Béatrice y déménage avec son père et ses sœurs moniales, ainsi qu'avec plusieurs de ses frères et sœurs. De nouveau membre du groupe fondateur, Béatrice  remplit la fonction de prieure à partir du mois de mai 1236.
Béatrice est introduite à la vie mystique par Ida de Nivelles (en) (1197-1231), qui, elle-même, avait été formée par une Hadewijch de Nivelles, décédée en 1214. Malgré son jeune âge (elle a un an de moins que Béatrice), son expérience de la vie spirituelle lui a fait gagner l'estime de la population locale. À Ida, l'essence du Père dans le Fils a été révélée dans une expérience extatique qui lui a fait goûter et sentir la Trinité. Spirituellement attirée par la relation intimement personnelle qu'a Ida avec Dieu, Béatrice lui demanda d'intercéder pour qu'elle également puisse faire l'expérience d'une telle relation privilégiée. Ida devient alors la « mère spirituelle » de Béatrice et l'aide à dépasser le cercle vicieux du contrôle obsessionnel et de mortification physique.
Dans sa langue maternelle, le moyen néerlandais, Béatrice écrit des notes mystiques et autobiographiques, dont les textes originaux sont perdus. Des traces de ces documents se retrouvent cependant dans l'adaptation latine de son autobiographie, Vita Beatricis, et dans Van seven manieren van heiligher minnen (Les Sept Degrés de l'amour divin). Ces écrits en langue vernaculaire, destinés à un cercle de femmes partageant les mêmes idéaux, servent à apporter une orientation pédagogique et spirituelle aux sœurs qui ne maîtrisent pas le latin. Contrastant avec Hadewijch d'Anvers, Béatrice, comme cistercienne, choisit un mode de vie religieuse classique au sein de l'Église, promouvant ses idées mystiques de l'intérieur des structures acceptées du christianisme.

## Œuvre

### La Vie de Béatrice
Béatrice a l'habitude de consigner par écrit ses expériences spirituelles et mystiques, parmi lesquelles les visions tiennent une place importante. Lorsqu'il écrit sur elle, son mentor spirituel, sans doute le futur abbé de Saint-Trond et moine d'Affligem (à qui une main tardive a attribué, dans le manuscrit même, la plus ancienne copie conservée de cet ouvrage), utilisant des notes faites par Béatrice même, ainsi qu'un certain nombre d'autres sources, compile une « autobiographie » en un latin assez artificiel, tout en résumant plusieurs écrits d'elle. La Vita Beatricis (Vie de Béatrice) en fournit la preuve qu'elle a acquis une connaissance approfondie des sujets théologiques.
On a suggéré que son journal a été détruit par l'abbesse et le chapelain biographe pour des raisons de protection, car elle plonge dans les mystères trinitaires avec une profondeur considérée comme peu convenable aux femmes religieuses.
Béatrice écrit une vita sur son père. L'aumônier emploie cette biographie comme introduction à la vie de sa fille. La Vita Beatricis, comprenant de ce fait deux vitae, une brève Vita venerabilis Bartholomi et une longue Vita Beatricis.

### Les Sept Degrés de l'amour divin
Cet ouvrage existe aussi sous la forme d'une traduction latine partielle et sensiblement remaniée par le chapelain et hagiographe qui l'a intégrée dans sa version latine de l'autobiographie, devenue hagiographie, de Béatrice, la Vita Beatricis. Comme Minne a été écrite longtemps après 1236, alors que le journal intime autobiographique n'est plus tenu à partir de cette époque, et que le mysticisme de Béatrice a atteint son apogée, il est généralement admis que les efforts visant à intégrer des parties de cette œuvre mystique dans la Vita représentent plutôt l'œuvre de l'aumônier même.
Van seven manieren van heiligher minnen, qui date d'environ 1235, est un traité moyen néerlandais sur l'ascension mystique en sept étapes. Son texte est transmis dans un recueil de sermons de la fin du XIIIe siècle ou du début du XIVe siècle, connu dans la littérature comme les sermons de Limbourg, les premiers conservés en moyen néerlandais. La structure et la matière de ce traité de mystique témoignent de la formation de son auteur, prouvant que Béatrice a étudié plusieurs ouvrages sur la Trinité.
La minne, consistant en sept aspects, est son amour pour Dieu qui se manifeste en elle comme un désir ou un sentiment, dans lequel opère l'amour pour Dieu. Cette expérience résulte en une réponse dynamique, qui, elle, se heurte à la limitation humaine et à l'absence réelle de Dieu. Cette pénurie et cette perte sont acceptées et explicitées comme caractéristiques authentiques de l'amour pour Dieu. Le cœur (herte) est le centre actif et réceptif de cet événement.
Laissant de côté les degrés de progrès où le service de Dieu est plutôt mu par la crainte que par l'amour, Béatrice part de celui où l'âme est mue par le véritable amour.
1. Premier degré : l'âme se purifie et retrouve sa liberté et noblesse spirituelle, à l'image de Dieu, telle qu'elle fut créée.
2. Deuxième degré : l'âme veut servir l'amour sans désir de récompense, dans la seule joie de servir Dieu.
3. Troisième degré : ce désir de faire toujours plus devient une torture ; l'âme cherche à agir dans la mesure de l'amour infini, ce qui est impossible, d'où cette « torture » spirituelle.
4. Quatrième degré : Dieu délivre de cette torture, dans la joie de l'amour mystique infus ; l'âme vaincue par l'amour fait une première expérience passive de Dieu.
5. Cinquième degré : cette première joie est interrompue par la faiblesse du corps et d'autres éléments extrinsèques à la vie intérieure.
6. Sixième degré : l'amour divin triomphant se rend maître de l'âme ; travail et repos dans la paix ; l'amour est en elle : l'âme ne craint plus rien ni personne.
7. Septième degré : passage de l'âme dans l'amour éternel ; désir d'être délivré du corps de chair et d'être toujours avec l'amour, car l'âme ne peut plus aimer que Dieu[20].

Cet hymne à l'amour se termine sur les resplendissantes perspectives de l'éternelle béatitude.
Cette conception de l'amour est étroitement liée à la conception jadis nouvelle de l'« amor » dans la spiritualité du nord de la France du XIIe siècle. L'assimilation de ces aspects de l'« amor » dans la conception de la minne, ou amour, eut lieu au sein du mouvement extatique de femmes au XIIIe siècle dans les anciens Pays-Bas. Il n'est pas certain que Béatrice a introduit de nouveaux thèmes dans sa prose ; selon toute vraisemblance, le climat général est à l'origine de la manière spécifique dont Béatrice voit la conception de l'« amor » du XIIe siècle, en particulier pour ce qui concerne quelques accents personnels émanant de sa propre expérience.

## Traduction
Selon Béatrice, sixième degré : l'amour divin triomphant se rend maître de l'âme.
La véritable pureté de cœur

« Lorsque l'âme bonne veut servir fidèlement notre Seigneur, lorsqu'elle veut le suivre avec énergie et veut l'aimer en vérité, elle est attirée par le désir de vivre la pureté, la liberté et la noblesse en laquelle son créateur l'a faite à son image et ressemblance. Elle désir mener toute sa vie de cette façon ; et à travers cela, agir, grandir et accéder à un amour plus élevé et à une connaissance de Dieu plus intime, jusqu'à la plénitude pour laquelle Dieu l'a créée parfaitement et l'a appelée.

Avec tout le sérieux dont elle est capable, avec grand désir et avec toute l'habilité possible, elle s'efforce de fuir ou d'éviter tout ce qui peut gêner ou empêcher d'agir conformément à cela ; et jamais son cœur ne se repose ni ne cesse de rechercher, de réclamer, d'apprendre, d'attirer à elle et de retenir tout ce qui peut l'aider et lui profiter pour aimer.

Telle est la plus grande affaire de l'âme en cet état, et il faut qu'elle y applique ses actes et ses efforts jusqu'à ce quelle obtienne de Dieu par son zèle et sa fidélité de pouvoir à l'avenir mieux servir l'amour, sans en être empêchée par ses mauvaises actions passées, grâce à une conscience libre, un esprit pur et une intelligence claire. »

— Bse Béatrice de Nazareth, Sept manières d'aimer, 6e manière, trad. inédite de Max de Longchamp, Magnificat.